# Теорема Гильберта — Шмидта
Теоре́ма Ги́льберта — Шми́дта распространяет на вполне непрерывные симметричные операторы в гильбертовом пространстве известный факт о приведении матрицы самосопряженного оператора в конечномерном евклидовом пространстве к диагональной форме в некотором ортонормированном базисе.

## Формулировка теоремы
Для любого вполне непрерывного симметричного оператора {\displaystyle A} в гильбертовом пространстве {\displaystyle H} существует ортонормированная система {\displaystyle \{x_{i}\}} собственных элементов, соответствующих собственным значениям {\displaystyle \{\lambda _{n}\}} оператора {\displaystyle A}, такая, что для любого {\displaystyle x\in H} имеет место представление
{\displaystyle x=\sum _{k}\xi _{k}x_{k}+x_{0},\ x_{0}\in \operatorname {Ker} \,A,\ Ax=\sum _{k}\lambda _{k}\xi _{k}x_{k},}
причем суммирование может быть как конечным, так и бесконечным рядом в зависимости от числа собственных элементов оператора {\displaystyle A}. Если их бесконечное число, то {\displaystyle \lim _{n\rightarrow \infty }\lambda _{n}=0}.

## Теорема Гильберта-Шмидта для интегральных операторов
Теорема Гильберта-Шмидта может быть использована для решения неоднородного интегрального уравнения с непрерывным (а также слабо полярным) эрмитовым ядром.
Для интегрального оператора {\displaystyle (Kg)(x)=\int \limits _{G}\!K(x,y)g(y)\,dy}, теорема переформулируется так: если функция {\displaystyle f(x)} истокообразно представима через эрмитово непрерывное ядро {\displaystyle K(x,y)} (т.е. {\displaystyle \exists g(x)\in L^{2}(G)}, такая, что {\displaystyle f(x)=(Kg)(x)}), то её ряд Фурье по собственным функциям ядра {\displaystyle K(x,y)} сходится абсолютно и равномерно на {\displaystyle G} к этой функции:
{\displaystyle f(x)=\sum _{k=1}^{\infty }(f,\varphi _{k})\varphi _{k}(x)=\sum _{k=1}^{\infty }{\frac {(g,\varphi _{k})}{\lambda _{k}}}\varphi _{k}(x),}
где {\displaystyle \varphi _{k}} и есть собственные функции ядра, соответствующие собственным значениям {\displaystyle \lambda _{k}}.